# Chrysobothris vicina
Chrysobothris vicina es una especie de escarabajo del género Chrysobothris, familia Buprestidae. Fue descrita científicamente por Kerremans en 1900.